# Kremin Krementchouk
Maillots
Actualités
Le Miskyy Futbolny Klub Kremin Krementchouk (en ukrainien : Міський Футбольний Клуб Кремінь Кременчук), plus couramment abrégé en Kremin Krementchouk, est un club ukrainien de football fondé en 1959 et basé dans la ville de Krementchouk.

## Histoire du club

### Dates clés
- 1959 : fondation du club sous le nom de Torpedo Krementchouk
- 1960 : le club est renommé Dnipro Krementchouk
- 1985 : le club est renommé Kremin Krementchouk

### Historique
Le club est fondé en 1959 à Krementchouk, une ville de l'oblast de Poltava. En 1963, le club est promu pour la première fois en troisième division soviétique et en 1968, il est promu en deuxième division soviétique après avoir gagné le match de barrage. Mais à la fin de la saison, il est relégué en troisième division soviétique.
En 1989, il fait son retour en troisième division soviétique. Il y reste trois saisons, jusqu'à l'éclatement de l'URSS. Au total, le club aura évolué neuf saisons en troisième division soviétique, et une saison dans la deuxième division soviétique en 1968. 
Le club devient ensuite l'un des membres fondateurs du championnat d'Ukraine. Il reste six saisons dans la première division ukrainienne de 1992 à 1997. Depuis 2005, le club évolue dans la troisième division ukrainienne.

## Bilan sportif

### Palmarès
| Compétitions nationales |
| --- |
| - Championnat d'Ukraine : - Meilleure performance : 7e : 1992. - Championnat d'Ukraine D3 : - Vice-champion : 2000 et 2010. |

### Classements en championnat
La frise ci-dessous résume les classements successifs du club en championnat d'Union soviétique.
La frise ci-dessous résume les classements successifs du club en championnat d'Ukraine.

## Personnalités du club

### Présidents du club
- Oleh Babayev

### Entraîneurs du club
| - Hryhoriy Myroshnyk (1960) - Borys Ousenko (1967) - Yosyp Liftshyts (1968) - Borys Ossenko (1969) - Viktor Berest (1986) - Viktor Fomine (1987) - Yevhen Kaminskyi (1988–1989) - Valeriy Lulko (1989) - Yuriy Zakharov (1990–1991) - Volodymyr Lozynskyi (1992) | - Boris Streltsov (1992–1993) - Tiberiy Korponay (1993) - Evhen Rudakov (1994) - Tiberiy Korponay (1994–1995) - Anatoliy Skourskyi (1995) - Valery Yaremtchenko (1996) - Mykhailo Byelykh (1996–1997) - Yuriy Koval (1997–1998) - Semen Osynovskyi (1999–2000) - Serhii Svystoune (2004 - 2008) | - Yuriy Tchoumak (2008–2013) - Serhii Svystoune (2013 - 2015) - Serhiy Yachtchenko (2015–2018) - Ihor Stolovytskyi (2018–2019) - Volodymyr Prokopynenko (2019–2020) - Serhiy Svystoune (2020) - Oleksandr Holovko (2020) - Oleksiy Hodine (2021–present) - Serhii Svystoune (2013 - 2015) |

### Joueurs célèbres du club
- Andreï Fedkov
- Serhiy Atelkin
- Oleh Matveyev
- Ihor Leonov